# لنگفورد (مریلند)
لنگفورد (به انگلیسی: Langford) یک منطقهٔ مسکونی در ایالات متحده آمریکا است که در شهرستان کنت، مریلند واقع شده‌است. لنگفورد ۲۰٫۱۲ متر بالاتر از سطح دریا واقع شده‌است.